# Дубинский, Михаил Исаевич
Михаил Исаевич Дубинский (1881—1941) — русский и советский художник, пейзажист.

## Биография
Михаил Дубинский родился в 1881 году в Иркутске в семье ссыльного. Участвовал в русско-японской войне. Живописью начал заниматься самостоятельно. Принимал участие в 3-й (1911) и 4-й (1912) художественных выставках в музее ВСОИРГО.
В 1914—1917 годах участвовал в Первой мировой войне. В 1920 году окончил Иркутскую государственную художественную студию-мастерскую И. Л. Копылова. Состоял в Иркутском обществе художников. В 1920—1930-х годах принимал активное участие в иркутских художественных выставках. В 1928 году стал членом-учредителем Иркутского филиала общества «Новая Сибирь», с 1932 года — член Восточно-Сибирского краевого Союза советских художников. В 1933 году был делегатом 1-й краевой конференции художников. При участии Дубинского в Иркутске была создана художественная артель «Гагат», он был первым председателем иркутского кооперативного товарищества «Художник».
Умер в Иркутске летом 1941 года, в первый месяц Великой Отечественной войны.

## Творчество
Михаил Дубинский писал в основном пейзажи, ряд его полотен посвящён Байкалу. Его работы «Озерко» (1921, 1922), «Дача» (1922), «Лес» (1924), «Вечер» (1925), «Домик на реке Ушаковке» (1925), «Сухой Ольхон» (1940), «Скала Шаман. Ольхон» (1940) и другие находятся в собрании Иркутского областного художественного музея имени В. П. Сукачёва. Он выполнял на заказ множество копий полотен известных художников, в частности И. Шишкина, И. Левитана, В. Васнецов. Эта работа оказала влияние на творческую манеру Дубинского. Его вдохновляли и достижения французских импрессионистов в области света.

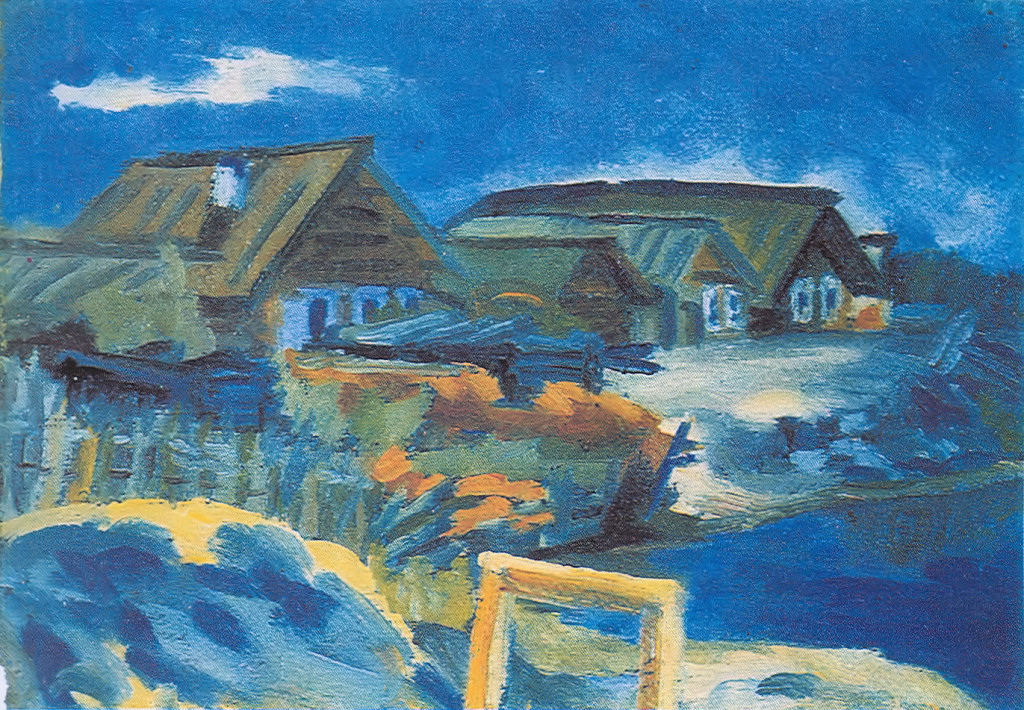
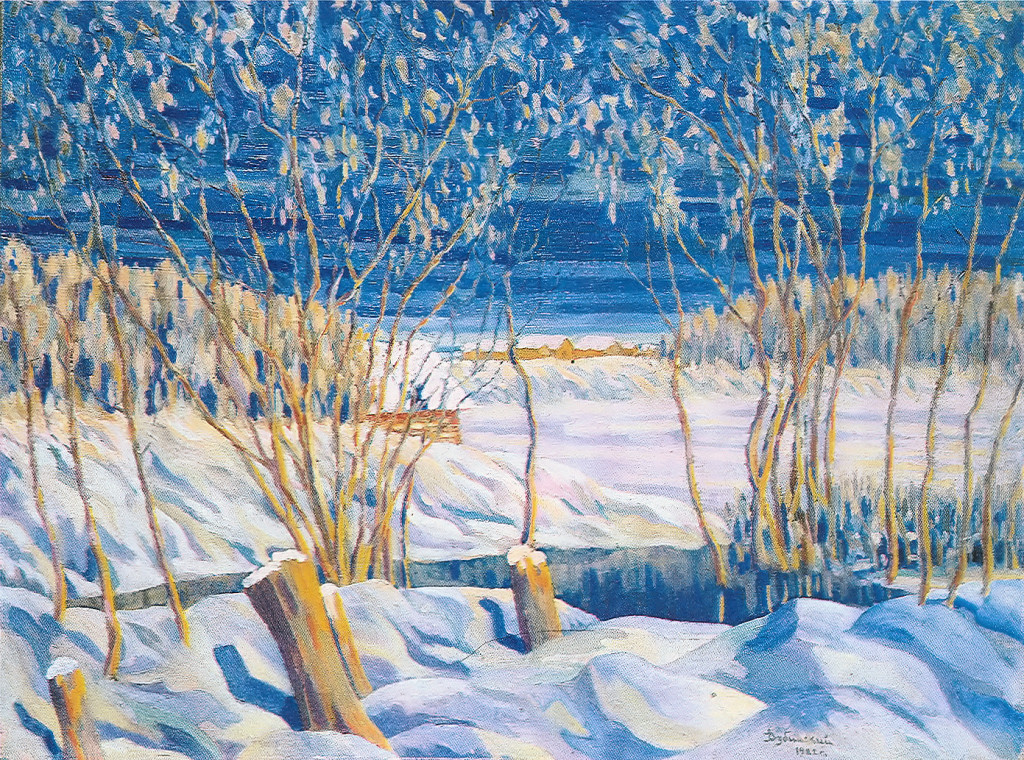